# Laguna Adán y Eva
La laguna Adán y Eva  es una laguna boliviana situada en la provincia de Cordillera al sureste del departamento de Santa Cruz en la región del Chaco boliviano. Se encuentra 85 km al suroeste de la ciudad de Santa Cruz de la Sierra a una altitud de 625 m s. n. m. en una región montañosa al sur de la Serranía Parabanó, tiene una superficie total de 0,14 km².